# جيري كولمان
جيري كولمان (بالإنجليزية: Jerry Coleman)‏ هو ضابط أمريكي، ولد في 14 سبتمبر 1924 في سان خوسيه في الولايات المتحدة، وتوفي في 5 يناير 2014 في سان دييغو في الولايات المتحدة بسبب نزف مخي.

## وصلات خارجية
- جيري كولمان على موقع دوري كرة القاعدة الرئيسي (الإنجليزية)
- جيري كولمان على موقعبيزبول رفرنس.كوم (الدوري الرئيسي) (الإنجليزية)
- جيري كولمان على موقعبيزبول رفرنس.كوم (الدوري الثانوي) (الإنجليزية)
- جيري كولمان على موقع إي إس بي إن.كوم (أم.أل.بي) (الإنجليزية)
- جيري كولمان على موقع مشجعي الرسوم البيانية (الإنجليزية)